# Аппеллёф, Адольф
Адольф Аппеллёф (Jakob Johan Adolf Appellöf, 2 ноября 1857 — 5 января 1921, Уппсала) — шведский зоолог, специализировался на изучении морских беспозвоночных животных.

## Биография
Учился в Уппсальском университете, в 1886 году получил учёную степень доктора. В 1890 году был приглашён на должность консерватора в музей Бергена, где в 1907 году возглавил отдел зоологии. В 1910 году вернулся назад в Швецию в родной университет, где стал профессором анатомии. Щедрое пожертвование от консула Роберта Бюнсова позволило ему построить биологическую станцию на западном побережье Швеции в местечке Fiskebäckskil. С этой станции, началось преобразование морской биологии в университете Уппсалы в научную дисциплину.
В своём исследовании Аппеллёф был сосредоточен на эмбриональном развитии беспозвоночных. Он обнаружил закономерности жизненного цикла омара, которые имели важное значение для рыбной промышленности. В 1919 году избран членом Шведской королевской академии наук.

## Труды
- "Die Schalen von Sepia, Spirula und Nautilus, Studien über ihren Bau und Wachsthum" (in: Kungl. Svenska vetenskapsakademiens handlingar, ISSN 0023-5377; N.F., 25:7)
- "Teuthologische Beiträge", 1–4 (1889–1892, in: Bergens museums aarsberetning och aarbog)
- "Cephalopoden von Ternate" (in: Abhandlung der Senckenbergischen naturforschenden Gesellschaft, Bd 24, H. 4, 1898)
- "Über das Vorkommen innerer Schalen bei Octopoda" (in: Bergens Museums Aarbog 1899).
- "Über einige Resultate der Kreuzbefruchtung bei Knochenfischen" (Bergens Museums Aarbog, 1894-95)
- "Zur Kenntnis der Edvardsien" (Bergens Museums Aarbog, 1891)
- "Studien über Actinien-Entwicklung" (Bergens Museums Aarbog, 1900. N:o 1, 1900).
- "Meeresfauna von Bergen" (1901 - 1906) doi:10.5962/bhl.title.10212
- "Untersuchungen über den Hummer: mit besonderer Berücksichtigung seines Auftretens an den Norwegischen Küsten" (in: Bergens Museums Skrifter, ISSN 0365-981X; 8; N.R., 1:1, 1909; отмечен золотой медалью им. Иоахима Фриле).